# Liga Nacional de Basquetebol do Canadá
A National Basketball League of Canada (em Português: Liga Nacional de Basquetebol do Canadá) ou NBL é uma liga profissional de basquete disputada anualmente no Canadá. A liga foi fundada em 2011 quando três equipes da Premier Basketball League se uniram a quatro novas franquias para formar o "Sete original" da NBL. Das sete equipes, três são sediadas em provincias do Atlântico e as quatro demais na provincia de Ontario. A liga usualmente começa em Novembro e termina em Abril do ano seguinte, num formato de temporada similar ao adotado pelo futebol europeu.

## História
Em 2011 iniciaram os debates sobre a criação de uma liga menor de basquete no Canadá. A ideia inicial contava com três franquias da "Premier Basketball League" (PBL) que eram o Halifax Rainmen, o Quebec Kebs e o Saint John Mill Rats. Esses foram os primeiros a ingressar na NBL. Em 12 de Maio desse mesmo ano, na cidade de Halifax, o CEO da liga Andre Levingston deu uma coletiva de imprensa oficializando a criação da NBL. No final do verão deste ano, anunciaram que entrariam na nova liga os recém-criados London Lightning, Moncton Miracles, Oshawa Power e o Summersite Storm.
Em Junho de 2011 foi finalizado o regulamento da primeira temporada da liga. Disputada por sete times, quatro deles se classificando para as finais, sem divisões. A liga seguira as regras da FIBA e cada time disputara 36 jogos na temporada regular.  Foi assim então criada a NBL, a liga nacional do Canadá de basquetebol masculino. Lembrando que o país já conta com o Toronto Raptors na National Basketball Association.

## Times
A liga opera no sistema de franquias, contando atualmente com oito equipes atuantes, sendo elas:

### Divisão Atlântico
A divisão conta com quatro times, um de cada uma das províncias Atlânticas do Canadá
- Halifax Hurricanes - Halifax, Nova Escócia
- Island Storm - Charlottetown, Ilha do Príncipe Edward
- Moncton Magic - Moncton, Nova Brunswick
- St. John's Edge - St. John's, Terra Nova e Labrador

### Divisão Central
Atualmente todas as equipes da Divisão Central são da província de Ontário.
- London Lightning - London, Ontario
- Sudbury Five - Sudbury, Ontario
- Windsor Express - Windsor, Ontario
- KW Titans - Kitchener, Ontario

### Outros times
Equipes em temporada sabática
Por conta de dificuldades financeiras, dois times pediram um ano sabático para que pudessem procurar novos patrocinadores para poder retornar na temporada 2021-22. Eles são:
- Cape Breton Highlanders - Sydney, Nova Escócia
- Saint John Reptide - Saint John, Nova Brunswick

Dissolvidos
Equipes excluídas permanentemente da liga:
- Halifax Rainman - Halifax, Nova Escócia
- Mississauga Power - Mississauga, Ontário
- Moncton Miracles - Moncton, Nova Brunswick
- Montreal Jazz - Montreal, Quebéc
- Niagara River Lions - St. Catharines, Ontário(Se mudou para a CEBL).
- Orangeville A's - Orangeville, Ontário
- Ottawa SkyHawks - Ottawa,  Ontário
- Quebec Kebs - Laval, Quebéc

## Campeões
| Temporada | Campeão                                 | Vice-Campeão                            |
| --------- | --------------------------------------- | --------------------------------------- |
| 2011–12   | London Lightning                        | Halifax Rainmen                         |
| 2012–13   | London Lightning                        | Summerside Storm                        |
| 2013–14   | Windsor Express                         | Island Storm                            |
| 2014–15   | Windsor Express                         | Halifax Rainmen                         |
| 2015–16   | Halifax Hurricanes                      | London Lightning                        |
| 2016–17   | London Lightning                        | Halifax Hurricanes                      |
| 2017–18   | London Lightning                        | Halifax Hurricanes                      |
| 2018–19   | Moncton Magic                           | St. John's Edge                         |
| 2019–20   | Cancelada devido à Pandemia de COVID-19 | Cancelada devido à Pandemia de COVID-19 |
| 2020–21   | Cancelada devido à Pandemia de COVID-19 | Cancelada devido à Pandemia de COVID-19 |